# Randy West
Andrew Jay Abrams (12 de octubre de 1947-20 de septiembre de 2024), conocido como Randy West, fue un actor pornográfico estadounidense.

## Primeros años y carrera antes del porno
West creció en Nueva York, y más tarde se mudó al Sur de Florida. Originalmente esperaba jugar en un equipo de béisbol profesional (jugó al béisbol para la Universidad de Miami, pero decidió perseguir mejor su carrera como cantante. Fue el cantante líder de varias bandas del rock durante diez años, y también trabajó como modelo de desnudos artísticos. Entonces se mudó a California en 1979. Randy también era miembro de Chippendale's compañía de baile, y trabajó como estríper en eventos privados desde 1980 hasta 1992. Para el porno, fue con el nombre de Randy West en vez de su original nombre.[cita requerida]

## Carrera de interpretación
West empezó su carrera en el porno en 1978, en la película Mystique. En agosto de 1980 posó como modelo en la revista Playgirl, siendo la primera persona que posó con una erección. Más tarde también fue el doble de cuerpo de Robert Redford para la película Proposición indecente. Ha trabajado con numerosas actrices porno en el inicio de su carrera, incluyendo Seka, Jenna Jameson y Tera Patrick. Fue el primer hombre en trabajar con Victoria Paris y Ashlyn Gere. La prestación sexual de West ha sido comparada con un martinete humano. Ha aparecido en más de 1.300 filmes, junto a unas aproximadamente 2.500 coprotagonistas femeninas.

## Productor
Se convirtió en productor de cine porno en 1993. Su primer lanzamiento como productor fue Up and Cummers 1. Con esta y otras series como I Love Lesbians, Real Female Masturbation y otras, los vídeos de Randy West se centraron en "Real people having real sex - what a novel idea!" En un vídeo final declaró que uno de sus mayores placeres era ver a sus compañeras tener orgasmos. Randy filmó la primera escena de Jenna Jameson para "Up and Cummers 10" & "11." Todas las producciones de West fueron distribuidas por Evil Angel. Es el director ejecutivo de Randy West Productions.

## Premios
- 1993 - Premio al Logro de Toda la Vida del Free Speech Coalition[3]
- FOXE Premio de Favorito del Público (Masculino) en '94, '95, '96 y '97[3]
- XRCO 1994 - Mejor Pro-Am Series, Up and Cummers[3]
- XRCO 1995 - Mejor Pro-Am Series, Up and Cummers[3]
- AVN 1995 - Mejor Pro-Am Cinta, Up and Cummers 7[3]
- AVN 1997 - Mejor Pro-Am Cinta, Up and Cummers 33[3]
- AVN 1999 - Mejor Serie Étnica, Up and Cummers
- AVN 1999 - Mejor Pro-Am o Amateur Series, Up and Cummers[6]
- AVN 2001 - Mejor Pro-Am o Amateur Series, Up and Cummers[6]
- AVN 2002 - Mejor Pro-Am o Amateur Series, Up and Cummers[6]
- AVN 2008 - Silverback de la Industria del Porno, "He eats first"
- En el puesto 29 en la "Lista de Top 50 Porn Stars de Todos los Tiempos" por Adult Video News.
- Miembro del AVN, FOXE y XRCO Paseos de la Fama[3]
- Nominado en la categoría AVN 'Mejor Actor' 15 veces[3]